# Almendra de Toritto
La almendra de Toritto es una variedad italiana de almendra (Prunus dulcis), en particular originaria de la villa de Toritto, en Apulia, sur de Italia.  Cuenta con el reconocimiento de Producto Agroalimentario Tradicional (PAT), marca de garantía otorgada por el Ministerio de Políticas Agrícolas, Alimentarias y Forestales (MIPAAF). También destaca como alimento conservado en el Arca del Gusto de la Fundación Slow Food por sus excepcionales características.

## Orígenes
Su nombre deriva de Toritto, el país en el cual está producida, que se encuentra a la frontera entre pre-Murgia y Alta Murgia. Aquí se han desarrollado diferentes variedades autóctonas de Almendro que llevan el nombre de antiguos ciudadanos de Toritto. Solo algunas de estas han resistido la invasión de las más productivas variedades californianas. Las principales son la “Antonio De Vito", la Genco y la “Filippo Cea" (de la cual sobrevive la planta “madre" ). Esta última, en particular,  está todavía muy extendida en los almendros y especialmente deseada por los pasteleros de todo el mundo, y por los agricultores de toda la zona de Bari.

## Cocina

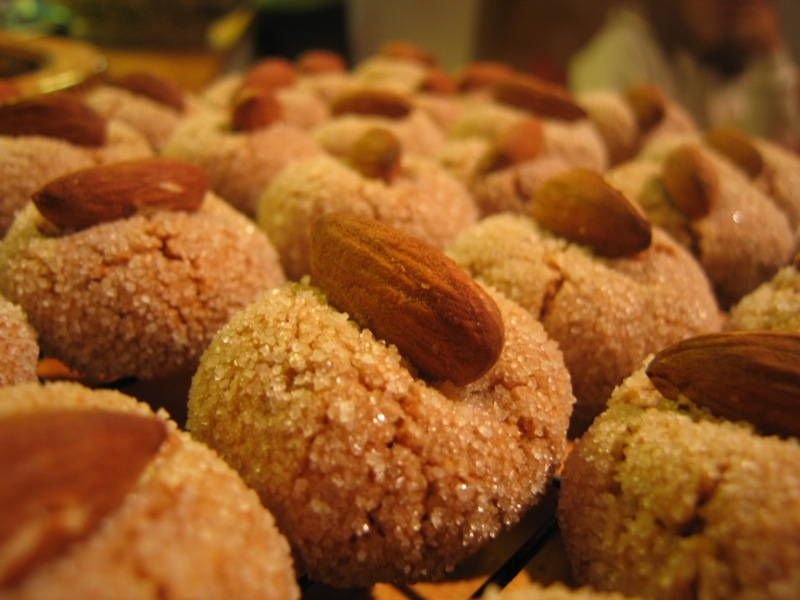
Pasta Real

La almendra es un producto ampliamente utilizado en la pastelería de Apulia, especialmente en forma de Pasta Real y "pasteles rosados". También es muy apreciada entre los productores de turrones; aunque no es particularmente adecuada para la preparación de peladillas, debido a la forma pequeña y barrigón de la semilla. También se pueden comerlas solas o después de un ligero tostado. Por último, con ella se puede preparar leche de almendra que, según la tradición de Toritto, se sirve fresca y acompañada de algunos granos de arroz.

## Información nutricional
La almendra de Toritto se caracteriza por un alto contenido en aceite y ácidos grasos poliinsaturados, una acidez muy baja y un sabor intenso pero, al mismo tiempo, equilibrado, con notas finales de mantequilla.